# 希望我們一起的時間長一點 / ROCK Erotic
《希望我們一起的時間長一點 / ROCK Erotic》（もっとずっと一緒に居たかった / ROCKエロティック）是日本的女子偶像組合Berryz工房的第33張单曲，在2013年10月2日由PICCOLO TOWN发售。

## 概要
- 《希望我們一起的時間長一點 / ROCK Erotic》是Berryz工房第五張2A單曲
- 此單曲有5個版本，分別有「初回生產限定盤A - D」和「CD ONLY」。「初回生産限定盤A」收錄了「希望我們一起的時間長一點」的PV；「初回生産限定盤B」收錄了「ROCK Erotic」的PV。「初回生產限定盤C」收錄了「希望我們一起的時間長一點」、「ROCK Erotic」的PV和製作花絮（Making）。
- 「初回生產限定盤A - C」和「通常盤」收錄了B面曲《I'm so cool!》；「初回生產限定盤D」收錄了B面曲《戀愛的技巧》。
- 「希望我們一起的時間長一點」收錄在Berryz工房於2014年2月6日發行的精選專輯「Berryz工房 特別精選輯 Vol.2」，而「ROCK Erotic」於2015年1月21日發行的精選專輯「完熟Berryz工房 The Final Completion Box」。
- 在10月14日於公信榜单曲週排行榜取得第4位。
- 此單曲是繼《成吉思汗》、《金黃色的唐人街 / 再見 經常說謊的自己》後第三張首週銷量超過3萬的單曲。
- 此後，此單曲更成為Berryz工房出道以來首次衝破4萬張銷量（42,094張）。

## 收錄内容

### CD（初回生產限定盤A - C 、 CD ONLY）
1. 希望我們一起的時間長一點
（作詞、作曲：淳君 編曲：江上浩太郎）
2. ROCK Erotic
（作詞、作曲：淳君  編曲：鈴木俊介）
3. I'm so cool!
（作詞、作曲：淳君  編曲：近藤圭一）
4. 希望我們一起的時間長一點 (Instrumental)
5. ROCK Erotic (Instrumental)

### CD（初回生產限定盤D）
CD
1. 希望我們一起的時間長一點
2. ROCK Erotic
3. 戀愛的技巧（恋するテクニック）
（作詞、作曲：淳君  編曲：鴇沢直）
4. 希望我們一起的時間長一點 (Instrumental)
5. ROCK Erotic (Instrumental)

### DVD（初回生產限定盤A）
1. 希望我們一起的時間長一點（MV）
2. 希望我們一起的時間長一點（Dance Shot Ver.）

### DVD（初回生產限定盤B）
1. ROCK Erotic（MV）
2. ROCK Erotic（Dance Shot Ver.）

### DVD（初回生產限定盤C）
1. 希望我們一起的時間長一點（Close-up Ver.）
2. ROCK Erotic（Close-up Ver.）
3. Making of